# Латинская айн
ᴥ (айн) — буква расширенной латиницы. Используется в Уральском фонетическом алфавите.

## Использование
В Уральском фонетическом алфавите буква обозначает гортанную смычку. Впервые была употреблена Элиелем Лагеркранцем в словаре Lappischer Wortschatz, опубликованном в 1939 году. Лагеркранц изображает её в виде серединной формы арабской буквы айн (ـعـ).